# Természetes fény
A Természetes fény (nemzetközi címe: Natural Light) Nagy Dénes rendezésében 2021-ben bemutatott, magyar-lett-francia-német koprodukcióban forgatott háborús filmdráma. A forgatókönyvet ugyancsak Nagy Dénes írta Závada Pál azonos című regénye alapján.
Története a második világháború idején játszódik a keleti fronton, a Szovjetunió megszállt területén, kiismerhetetlen, mocsaras erdőségben, ahol egy magyar honvéd gyalogos század szovjet partizánok után kutat az eldugott falvakban.
A film világpremierje 2021. június 14-én volt a Berlini Nemzetközi Filmfesztiválon, ahol Nagy Dénes elnyerte a legjobb rendezésért járó Ezüst Medvét. Magyarországon 2021. szeptember 16-án került a mozikba.

## Cselekmény
|  | Alább a cselekmény részletei következnek! |

A film cselekménye csak egy részét dolgozza fel Závada Pál alapul szolgáló regényének, a brjanszki erdőben partizánellenes műveletekben tevékenykedő magyar katonák életének négy napját látjuk. Egy magyar század erői megszállnak egy kis orosz faluban, Szaltanovkában. Rekvirálnak élelmet és szállást, azonban mellőzve van bármiféle kegyetlenkedés ábrázolása. Kihallgatják a falu elöljáróját a partizánok hollétéről, majd miután meggyőződnek róla, hogy nem mérgezett a kutak vize, bizalmukba fogadják. Minthogy rendfenntartó erőkként egyik fő feladatuk, és egyben elemi érdekük a közrend biztosítása, megbüntetik azt a falusit, aki egy másik falubélitől burgonyát lopott. Semetka István észrevesz egy gyanúsan viselkedő lányt, akit követni kezd, míg felfedezi, hogy az beteg apjának vitt élelmet egy félreeső kunyhóba. Végül megjegyzés nélkül magukra hagyta őket, az ajándékba kapott bogyós gyümölcsöket azonban, nem tudván, mérgezőek-e, később a földre szórja. A környéken szemügyre vesznek néhány vigonyicsiből származó favágót, de semmi gyanúsat nem tapasztalnak. A falu elöljárója, a sztaroszta javaslatára választanak utat a továbbhaladásra, míg egy golyószórós szakasz két ukrán önkéntes segítő kíséretében leválik, és a környék további ellenőrzésére indul. A menet alatt éjjel rajtuk ütnek a partizánok. Az ellentűztől meghátrálnak a támadók, de megölték az egység parancsnokát, az egyik ukrán segítőt, és megsebesítettek két katonát. Egyértelművé válik, hogy a falusiak elárulták a partizánoknak, milyen úton fognak majd haladni, mint ahogy ezt mondja a meglőtt ukrán is. Semetka szakaszvezető, mint rangidős, átveszi az elesett őrmestere helyét, majd egységével még ugyanekkor elindulnak vissza a faluba, ahol hajnalban megérkezve meglátják az egyik fán a kivájt szemű, fellógatott sztarosztát, a vérével írt "ПРЕДАТЕЛЬ" (oroszul: áruló) feliratú fatáblával a nyakában. A faluban ezután több egyértelmű jelét tapasztalják a partizánokkal való együttműködés valós alapjának, például senki nem ad választ arra, mi történt a felkoncolt sztarosztával, illetve noha a faluban nem voltak állatok, mégis volt friss tej, amelynek eredetére szintén nem volt válasz. Kihajtják a falu lakóit a házakból, összeterelik őket, Semetka szemrevételezi a felsorakoztatottakat, majd úgy dönt, hogy mindannyiukat becsukják egy pajtába, addig, amíg át nem kutatják az otthonaikat, hogy hol találnak fegyvert, és ki nem derül, kik a partizánok. Közben két pokrócból beszórják nekik az összeszedett bakancsaikat és cipőiket, hogy ne fagyjanak meg. Míg az otthonokat kutatják át, heten titokban megszöknek a pajtából, és lövöldözésbe kezdenek. Nyilvánvaló tehát, hogy tényleg voltak közöttük partizánok, és teljesen világos az is, hogy a bent tartózkodók tudták ezt, illetve azt is, hogy pontosan kik azok. Innentől már nem tudni, ki partizán, és ki nem. Miután felfedezték a szökés módját, Semetka visszatemetteti a kiásott alagutat a pajta oldalában. A továbbra is a pajtában maradó falusiaknak az egyik nő kérésének eleget téve pedig egy vödör vizet hoz. A korábban beérkező erősítéssel megjött Koleszár zászlós úgy dönt, hogy elküldi Semetkát néhányadmagával az elszököttek felkutatására a mocsárba, majd mikor visszatér, azt látja az embereivel, hogy közben a pajtát felgyújtották, és a benn lévők sikoltoznak. A magyar katonákat, noha tudják, hogy a falusiak azzal, hogy elárulták a partizánoknak őket, az ő halálukat készítették elő, mégis sokkolja ez a látvány, és mindenki le van dermedve. A zászlós másnap reggel könnyekkel vallja be Semetkának, hogy az iránta érzett szeretete miatt, kegyeletből küldte el őt a mocsárba, hogy ne legyen jelen, mikor ez történik. Érezhetően nagy lelki terhet rakott rá a döntése, és ennek súlyát nem akarta Semetkával is megosztani. Teljesen indokolt és megválaszthatatlan volt a parancsa, ugyanakkor egyáltalán nem mutat büszkeséget felette, megtörte önön lelkét is vele, figyelmeztetésként adja Semetkának, hogy a bűn ott leselkedik az ajtó mögött, és az embert akarja. Ellen kell állnunk. Kéri tőle, hogy felejtsék el, ami itt történt. Koleszár ezt követően közli Semetkával, hogy embereit teljes felszerelésükkel saját felelősségre átveszi, őt pedig négy kórházi ellátásra szoruló emberrel elküldi a navljai tábori kórházba. Itt Semetka jelentést tesz egy őrnagynak az elmúlt három nap eseményéről, ám amikor a pajta felgyújtásához ér, elnémul. Végül ennek kihagyásával folytatja a jelentést. Az őrnagy érdeklődik afelől, hogy van-e családja, és hogy mióta van a fronton. Mikor azt a választ kapja, hogy nyolc hónapja, hazaengedi Semetkát két hétre. A film a hazafelé tartó, kiüresedett tekintetű Semetka utazásával zárul.
|  | Itt a vége a cselekmény részletezésének! |

## Szereplők
| Színész                | Szereplő            |
| ---------------------- | ------------------- |
| Szabó Ferenc           | Semetka István      |
| Bajkó László           | Koleszár Mátyás     |
| Franczia Gyula         | Az őrnagy           |
| Garbacz Tamás          | Szrnka              |
| Kozó Krisztián         | Kozó                |
| Nánási Csaba           | Nánási              |
| Fodor Zsolt            | Fodor               |
| Illés Pál              | Illés               |
| Szeverényi János       | Szeverényi          |
| Besenyei Ferenc        | Besenyei            |
| Csizmár István         | Csizmár             |
| Cseresznyés István     | Cseresznyés         |
| Hajdu Csaba            | Hajdu               |
| Szekercés Andor        | Szekercés           |
| Stuhl Ernő             | Vucskán             |
| Szilágyi Gyula         | Csorin              |
| Barta József           | Daróczy             |
| Mondovics Mihály       | Antalffy            |
| Klíma József           | Lovász              |
| Farkas Sándor          | Sanyi               |
| Nagy Gábor             | Bogdán              |
| Tóth Krisztián         | Krisztián           |
| Gaál Attila            | Sógor               |
| Tóth Zsolt             | Kruchina            |
| Aivars Kuzmins         | A falu sztarosztája |
| Anna Lancenka          | Volha               |
| Liene Kislicka         | Volha lánya, Mira   |
| Anastasija Jegorova    | Alina               |
| Dimitrijs Malaščenkovs | Ványa               |
| Mareks Lapeskis        | Mihail              |
| Līga Keidāne           | A csecsemő anyja    |
| Valeri Sanotchi        | Valer               |
| Aldis Zīmelis          | Pasha               |

## Stáblista
| - Rendező: Nagy Dénes - Forgatókönyv: Nagy Dénes (Závada Pál regénye alapján) - Operatőr: Dobos Tamás - Vágó: Nicolas Rumpl - Zene: Santa Ratniece - Hang: Dominique Gaborieau, Jocelyn Robert - Látványtervező: Ágh Márton - Jelmez: Ágh Márton - Producer: László Sára, Gerő Marcell – Campfilm (Magyarország) | - Koproducer: - Inese Boka-Grübe – Mistrus Media (Lettország) - Caroline Piras – Lilith Films (Franciaország) - Melanie Blocksdorf – Propeller Film (Németország) - Olivier Dubois – NOVAK Prod (Belgium) - Petrányi Viktória – Proton Cinema (Magyarország) - Társproducer: - Alexander Bohr – ZDF ARTE (Németország) - Rajna Gábor – Visionteam L.O. Kft (Magyarország) - Executive producer: Erdős Melinda |

## A film készítése
Nagy Dénes első játékfilmje elkészítéséhez elsősorban inspirációként nyúlt Závada Pál Természetes fény című regényéhez, ám annak 20 évnyi cselekményéből mindössze négy napot, és csak egy embert, Semetka Istvánt emelt át a film forgatókönyvébe, amelyhez felhasznált még a Hadtörténeti Levéltárban őrzött katonanaplókat, történészi kutatásokat, Somorjai Lajos harctéri naplóját, Sára Sándor Krónika – A 2. magyar hadsereg a Donnál című dokumentumfilm-sorozatát, továbbá Ungváry Krisztián történész Magyar megszálló csapatok a Szovjetunióban, 1941–1944 – Esemény – Elbeszélés – Utóélet című művét, valamint saját nagyapjának élményeit.
A filmdráma több mint öt év alatt készült el, magyar, lett, francia, illetve német koprodukcióban, s mivel a forgatás főként Lettországban történt, a stáb fele helyi állampolgár volt. Teljes költségvetése körülbelül 700 millió forintot tett ki, mely összeg magyar és uniós támogatásokból, illetve külföldi koprodukciós pénzekből jött össze. A költségvetés mintegy 40%-át a Magyar Nemzeti Filmalap biztosította. Alkotói a forgatókönyv fejlesztésére 3 millió Ft, a gyártás-előkészítésre 7,8 millió Ft, gyártásra 265 726 549 Ft, míg a forgalmazók a marketingre 14 millió Ft, a berlini fesztiválon való részvételre pedig 1,7 millió Ft pályázati összeget nyertek el.
A film történész szakértője Ungváry Krisztián, a téma nemzetközileg elismert kutatója volt. A jelenetek egy részét Lettország erdeiben - így az egykori Szovjetunió területén - forgatták az autentikus látványt nyújtó környezetért, és az orosz szerepeket játszó statiszták is lett, illetve orosz etnikumúak. Szintén rendezői koncepció volt a minél természetesebb hatás elérésére, hogy a filmben minden szereplő amatőr, foglalkozásuk szerint nem színészek, a magyar nyelvi terület egészéről (Erdély, Vajdaság, Felvidék stb.) származnak. Olyan szereplőket válogattak, akik karakterükben, kinézetükben és életvitelükben is hasonlítanak az egykori honvédekhez. Fontos szempont volt a rendelkezésre állás, a hosszú távollét vállalása, ugyanis a forgatás előkészítése (két hónapos helyszíni táborozás, katonai kiképzéssel) és maga a forgatás is azzal járt, hogy a szereplők hosszabb ideig voltak távol munkahelyeiktől.
A költségvetés elégtelensége miatt a forgatókönyvet meg kellett húzni, a forgatási napok közel egyharmadáról le kellett mondani, szintén ebből az okból néhány látványos helyszín és jelenet (teljes faludíszlet, nagyszabású folyami átkelés, illetve a falun áthaladó német harckocsik) sem került bele végül a filmbe. Az őrnagy szerepét alakító Franczia Gyula a film forgatása után nem sokkal elhunyt.

## Fogadtatás
A Természetes fény számos nemzetközi fesztiválon (Berlin, Teherán, Jeruzsálem, Palics, Riga, Vilnius, Kolozsvár) szerepelt; a 71. Berlini Nemzetközi Filmfesztiválról a legjobb rendezésért járó Ezüst Medvét hozta el, a 38. Fadzsr Nemzetközi Filmfesztiválon Teheránban a legjobb film díjával tüntették ki. A film forgalmazásának jogát egyebek mellett Franciaország, Egyesült Királyság, Görögország, a Benelux államok, Portugália, Törökország, Csehország és Szlovákia, valamint Lengyelország, a skandináv országok, illetve Oroszország is megvásárolta.
Az Európai Filmakadémia a legjobb látványtervező díjával tüntette ki Ágh Mártont.

### Fontosabb díjak és jelölések
- 2021 – díj: Ezüst Medve – Berlini Nemzetközi Filmfesztivál (Nagy Dénes)
- 2021 – díj: Arany Szimurg a legjobb filmnek – Fadzsr Nemzetközi Filmfesztivál (Teherán) (Nagy Dénes)
- 2021 – díj: Magyar Mozgókép Díj – legjobb forgatókönyvíró (Nagy Dénes)
- 2021 – díj: Magyar Mozgókép Díj – legjobb jelmeztervező (Ágh Márton)
- 2021 – díj: Európai Filmdíj – legjobb látványtervező (Ágh Márton)
- 2021 – díj: Legjobb filmzene – Lett Nemzeti Filmfesztivál (Riga) (Santa Ratniece)
- 2022 – díj: B. Nagy László-díj – a magyar filmkritikusok díja a legjobb filmnek (Nagy Dénes)[8]
- 2022 – díj: Legjobb nagyjátékfilm – Zsigmond Vilmos Nemzetközi Filmfesztivál (Szeged)  (Nagy Dénes, Dobos Tamás)[9]
- 2022 – díj: A zsűri nagydíja – War on Screen Nemzetközi Filmfesztivál (Châlons-en-Champagne) (Nagy Dénes)[10]

## Nézettség, bevétel
A nézettségi adatok szerint 3779 jegyet adtak el rá, és ezzel az eredménnyel mintegy 4 301 845 Ft bevételt termelt a jegypénztáraknál.